# Coronel Rosetti (1868)
El Coronel Rosetti (o Roseti) fue un buque de vapor de ruedas que sirvió en la Armada Argentina.

## Historia
El vapor Amy, con matrícula de Glasgow, construido en esa ciudad de Escocia en 1868, arribó al puerto de la ciudad de Buenos Aires con una carga de carbón procedente de Cardiff, origen habitual del combustible. En la ciudad fue comprado por Cándido Galván y matriculado como mercante con el nombre Rosetti.
Llevaba su nombre en honor del coronel del Regimiento N° 1 de Línea Manuel Rosetti, combatiente de las guerras entre el Estado de Buenos Aires y la Confederación Argentina, de las campañas contra el indio y de la Guerra del Paraguay.
Con casco de hierro dulce y obra muerta de madera, 2 chimeneas, palo mayor y trinquete, tenía 72.02 m de eslora, 9.12 m de manga, 4.03 m de puntal, un calado medio de 2.48 m y 672 t de desplazamiento.
Era impulsado por dos máquinas de vapor oscilante diagonal de dos cilindros, alimentadas por dos calderas cilíndricas de 5 hornallas cada una y una potencia de 250 HP que impulsaban dos ruedas laterales de 23 pies de diámetro y le permitían alcanzar una velocidad de 9 nudos. 
Si bien la Guerra de la Triple Alianza estaba prácticamente decidida y el control de la navegación fluvial en el teatro de operaciones por parte de los aliados era indiscutible, la marina de guerra argentina era prácticamente inexistente. Para reforzar su capacidad operativa, el Rosetti fue arrendado a sus armadores y con su tripulación original (120 hombres) efectuó varios viajes a la zona de operaciones.
En diciembre de 1870 se tomó la decisión de adquirirlo, concretándose la operación en enero de 1871 por la suma de 42.000 f$. Se montaron 2 cañones de bronce de a 16", montados en colizas en la cubierta principal, uno a proa y otro a popa. 
Tripulado ahora por personal del país y al mando del sargento mayor José María Manzano se sumó a la escuadra argentina como buque de vigilancia sanitaria ante la epidemia de fiebre amarilla en Buenos Aires. 
En mayo al mando de Luis Py y Constantino Jorge viajó a Montevideo y en agosto fue enviado a Rosario al mando de Clodomiro Urtubey transportando tropas del Ejército Argentino para reprimir la rebelión Jordanista.
De regreso de esa comisión viajó a Carmen de Patagones llevando a remolque al aviso Itapirú. En ese viaje Urtubey y sus oficiales gestaron la idea de la creación de la Escuela Naval Militar que al siguiente año se concretaría por decisión del presidente Domingo Faustino Sarmiento.
En enero de 1872 fue nuevamente destinado como buque de vigilancia cuarentenario hasta el mes de mayo en que efectuó un nuevo viaje a Patagones. A mediados de año asumió el mando Erasmo Obligado. Entre los meses de septiembre y diciembre permaneció estacionario en Balizas Exteriores, siendo luego destinado a las operaciones contra la nueva revuelta de Ricardo López Jordán. El Ministro de Guerra y Marina Martín de Gainza dice en su Memoria de este año que "con excepción del Pampa y el Rosetti, puede decirse que no tenemos sino pontones". 
Transportó tropas y pertrechos al teatro de operaciones en la provincia de Entre Ríos hasta mayo de 1873 cuando fue incorporado a la escuadrilla del Río Paraná. El 31 de octubre participó del combate de La Paz bombardeando las posiciones rebeldes y evacuando civiles. 
Finalizado el conflicto regresó a sus tareas de vigilancia cuarentenaria en la barra de San Juan hasta febrero de 1874, cuando pasó a reparaciones en los astilleros de la Marina en Río Luján. En esa oportunidad se aumentó su artillería montándose 2 cañones Blackely de avancarga en cureñas (uno por banda a proa del trinquete) y 2 Krupp de 75 mm (uno por banda a popa).
Finalizadas las modificaciones, en julio de 1874 pasó estacionaria al puerto de Buenos Aires al mando de Emiliano Goldriz. 
Al estallar la revolución de 1874 la tripulación de la cañonera Paraná encabezada por Erasmo Obligado apoyó el movimiento mitrista y detuvo al comandante Ceferino Ramírez y algunos oficiales leales (Valentín Feilberg y Juan N. Montero). La escuadrilla rebelde perdió a manos del gobierno a la Uruguay pero incorporó tras capturarlo al buque de bandera uruguaya Montevideo, rebautizado General Rivas. 
Tras recibir a bordo la Escuela Naval Militar, el Rosetti fue integrado a la 2° División naval conformada para perseguir a los rebeldes junto al vapor General Brown, la cañonera Uruguay, el transporte Pavón y el auxiliar Puerto de Buenos Aires. Obligado rindió finalmente la nave en Maldonado, Uruguay, la que fue reintegrada al gobierno argentino al mando del capitán José Maimo a fines de noviembre.
En octubre asumió el mando el capitán Jorge Lowry y a fin de año pasó a situación de medio desarme.
En enero de 1875 pasó al Astillero Naval de Zárate en situación de desarme, asumiendo el mando en febrero el teniente Britaldo Palacios.
En 1876 pasó en similar situación a río Luján, para ser luego destinado a lazareto en la boca del Paraná de las Palmas primero y en la isla Martín García después.
En 1877 permaneció en río Luján asignado a la Capitanía de Puertos alojando en comisión a menores del Correccional. Entre los meses de enero y junio de 1878 fue nuevamente utilizado como lazareto en el Río de la Plata a cargo del ecónomo Ernesto Beccari. 
En julio pasó nuevamente al río Luján. A mediados de 1879 tomó el mando Juan Ignacio Ballesteros y se iniciaron tareas de reparaciones en la máquina y casco que se suspendieron al tomarse la decisión de retirarle las máquinas y separarlo del servicio. La grave situación planteada por el gobierno de la provincia de Buenos Aires a cargo de Carlos Tejedor impulsó a las autoridades nacionales a suspender la medida, reactivar las reparaciones y pasar al buque a situación de armamento.
Al mando del capitán Walter J. Green, en los meses previos a la Revolución de 1880 efectuó traslados de tropas y pertrechos a Rosario y al estallar abiertamente el movimiento porteño en el mes de junio fue asignado al transporte de las brigadas del general Conrado Villegas desde Carmen de Patagones.
En 1881 permaneció afectado a la Campaña del Desierto en tareas logísticas. A mediados de año pasó a reparaciones siendo luego destinado al transporte de tropas en los ríos Uruguay y Paraná. A fines de ese año transportó carga destinada a las colonias galesas del Chubut y a Puerto Deseado.
En enero de 1882 viajó a Madryn y a su regreso efectuó varios viajes en los ríos Uruguay y Paraná, llegando hasta Formosa. Aún al mando de Green, su tripulación era entonces de 11 oficiales y 45 marineros.
En 1883 fue afectado a tareas logísticas en el Territorio Nacional del Chaco en la carrera entre Paraná (Argentina) y Formosa. En enero de 1884 pasó a reparación en el Riachuelo y a fines de ese mes transportó a Reconquista una compañía de Infantería de Marina, interviniendo en aguas del río Bermejo como apoyo logístico en la campaña del Chaco.
Finalizadas las operaciones, en julio trasladó a Santa Fe tropa del 6° Regimiento de Caballería, y en varios viajes 1000 indios de lanza prisioneros, tras lo cual pasó como lazareto estacionario a Martín García.
En 1885 fue nuevamente destinado al apoyo logístico de las operaciones en la frontera Norte, efectuando varios viajes entre Rosario y Reconquista retornando a Buenos Aires con el Regimiento 6° de Caballería y transportando a la zona de operaciones al 12° de Caballería de Línea. 
El 7 de diciembre asistió a los náufragos del paquete Montevideo, hundido en el Río Paraguay frente a las islas Monteritas, consiguiendo incluso salvar su carga.
En febrero de 1886 pasó a desarme en río Luján, pero al estallar la revolución en la República Oriental del Uruguay, a fines de marzo fue destinado al río Uruguay con tropas al mando del general Nicolás Levalle para asegurar la neutralidad argentina en el conflicto. 
En 1887 y 1888 permaneció en situación de desarme en río Luján. En ese último año se retiraron las máquinas convirtiéndose en pontón.

### PontónAntonio del Viso
En 1889 se invirtieron $ 35803 para adaptarlo a su uso como hospital flotante, efectuándose los trabajos en los Talleres de Marina del Tigre.
En 1890 se incorporó a sus nuevas funciones con el nombre de pontón Antonio del Viso, dependiente del Departamento Nacional de Higiene. 
Mantuvo esa comisión hasta 1892, cuando fue fondeado en Dársena Sur y destinado como prisión militar para personal superior y subalterno en espera de fallo judicial o que cumpliere sentencias de corta duración, denominándose pontón Prisión Militar.
Durante ese período su dotación fue inferior a 30 hombres resguardando un número de detenidos que llegó al centenar en oportunidad de alojar políticos implicados en la Revolución de 1893.
Habilitado el pontón La Paz como nueva prisión militar, el Del Viso volvió a operar como pontón hospital hasta 1897 cuando fue reacondicionado modificándose su bodega en una amplia santabárbara.

### PolvorínRosetti
En 1899 fue remolcado a los Astilleros Navales de Zárate, y nuevamente denominado Rosetti, al mando del contramaestre Santiago Medina y con una tripulación de solo 5 hombres, fue utilizado como polvorín flotante al servicio de los buques de la escuadra incorporados a partir de 1896.
En 1900 fue entregado a la Prefectura Marítima y llevado al Delta del Paraná para ser usado como pontón depósito de personal bajo la custodia del contralmirante de la Aemada Alfredo Bócolo.
En 1919 fue desguazado y vendido como chatarra.